# Billy Ketkeophomphone
Vilayphone Billy Ketkeophomphone (* 24. března 1990, Champigny-sur-Marne, Francie) je francouzský fotbalový záložník laoského původu, od roku 2015 hráč klubu Angers SCO. Mimo Francii působil na klubové úrovni ve Švýcarsku.

## Klubová kariéra
- Racing Paříž (mládež)
- INF Clairefontaine (mládež)
- RC Strasbourg (mládež)
- RC Strasbourg 2009–2011
- FC Sion 2011–2012[1]
- Tours FC 2012–2015
- Angers SCO 2015–